# جورج أولسن
جورج أولسن (بالإنجليزية: George Olesen)‏ هو فنان قصص مصورة أمريكي، ولد في 6 ديسمبر 1924 في بروكلين في الولايات المتحدة، وتوفي في 15 أكتوبر 2013 في Palm City, Florida ‏ في الولايات المتحدة.